# Ochropleura obliqua
Ochropleura obliqua là một loài bướm đêm trong họ Noctuidae.